# Lojze Potokar
Lojze Potokar, slovenski igralec in režiser, * 2. marec 1902, Ljubljana, † 16. junij 1964. 
Igrati je začel v Ljubljani, v gledališki sezoni 1918/19, pri filmu pa je debitiral z vlogo Sove v filmu Na svoji zemlji. 
Bil je oče Majde Potokar.

## Celovečerni filmi
- Na svoji zemlji, 1948
- Trst, 1951
- Kekec, 1951
- Svet na Kajžarju, 1952
- Dobro morje, 1958
- Kala, 1958
- Tri četrtine sonca, 1959
- Veselica, 1960
- Balada o trobenti in oblaku, 1961
- Družinski dnevnik, 1961
- Tistega lepega dne, 1962

## Nagrade
- Prešernova nagrada, 1953 - za vlogo Krefla v Kreflih in za druge uspele kreacije v letu 1952
- Prešernova nagrada, 1958 - za naslovno vlogo Platona v Poslednjih dnevih Sokrata